# Fakhruddin Ahmed

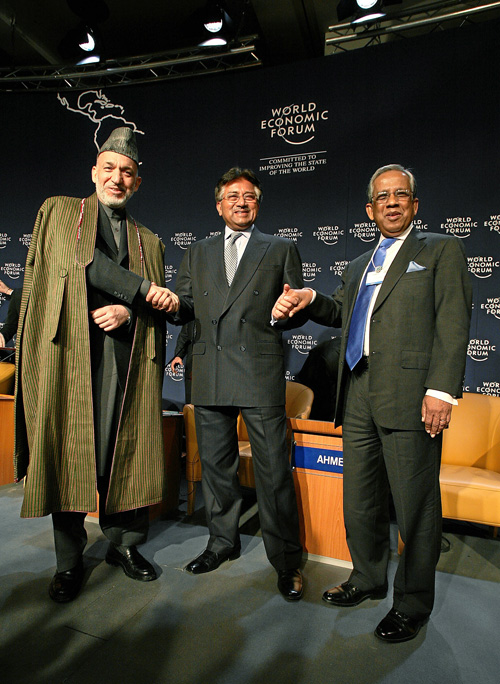
Hamid Karzai, Pervez Musharraf und Fakhruddin Ahmed (von links) beim Weltwirtschaftsforum in Davos im Jahr 2008

Fakhruddin Ahmed (bengalisch: ফখরুদ্দীন আহমদ, Phakharuddīn Āhamad; * 1. Mai 1940 in Munshiganj) ist ein bengalischer Ökonom, Bürokrat und ehemaliger Chef der Zentralbank von Bangladesch. Nach der Verhängung des Ausnahmezustandes über das Land durch Präsident Iajuddin Ahmed wurde er am 12. Januar 2007 zum Chef (Chief Advisor) der Übergangsregierung ernannt, bis am 6. Januar 2009 erneut Sheikh Hasina Wajed das Amt der Ministerpräsidentin übernahm.
Fakhruddin Ahmed studierte Volkswirtschaft an der University of Dhaka und am Williams College, USA. Anschließend promovierte er an der renommierten Universität von Princeton.
Seine berufliche Karriere startete er an der Universität in Dhaka. Dann wurde er Verwaltungsbeamter – zunächst im Staatsdienst von Pakistan, und nach der Unabhängigkeit Bangladeschs für seinen neuen Staat. Von 1978 bis 2001 war er für die Weltbank in Washington tätig, wo er bis zum Vizepräsidenten aufstieg. Er verließ die Weltbank im Oktober 2001 und wurde Chef der Staatsbank von Bangladesch (Bangladesh Bank). Seine Amtszeit endete am 30. April 2005. Am 1. Juni 2005 wurde er zum Geschäftsführenden Direktor der Palli Karma-Sahayak Foundation ernannt, einer Schirmorganisation für das Kleinkreditwesen in Bangladesch.